# بی‌وقفه (مجموعه تلویزیونی)
رام‌نشده (چینی: 陈 情 令؛ پین‌یین: Chén Qíng Lìng) یک مجموعه تلویزیونی چینی است که برگرفته از رمان شیِن شیا مو داو زو شی از مو شیانگ تنگ شیو با بازی شیائو ژان و وانگ ییبو است. این سریال ماجراهای وی‌ ووشیان و لان وانگ‌جی، دو دوست و پرورش‌دهنده‌ی روح را دنبال می‌کند که برای حل معماهایی اسرارآمیز که با اتفاقی غم‌انگیز در گذشته ارتباط دارند، به همراه هم سفر می‌کنند.
این سریال از ۲۷ ژوئن تا ۲۰ اوت ۲۰۱۹ در چین از طریق تنسنت ویدئو در ۵۰ قسمت پخش شد. یک نسخه ویژه ۲۰ قسمتی از این درام از ۲۵ دسامبر ۲۰۱۹ از شبکه وی تی‌وی پخش شد. در حال حاضر در سراسر جهان از طریق پخش آنلاین نتفلیکس در دسترس است.
رام نشده چه در خود کشور چین و چه در سطح بین‌المللی با تحسین منتقدین به خاطر داشتن طرح داستانی قوی، شخصیت‌ پردازی عالی و لباس و گریم دقیق و زیبای آن یک موفقیت انتقادی و تجاری محسوب می‌شود.  این فیلم به یکی از پردرآمدترین درام‌های سال ۲۰۱۹ تبدیل شد. بر اساس «گزارش تحقیق در مورد توسعه سمعی و بصری اینترنت چین» برای سال ۲۰۱۹ و آغاز سال ۲۰۲۰، «افراد بی سرپرست» از نظر شاخص محبوبیت در رتبه اول قرار گرفت. با توجه به موفقیت این مجموعه، دو فیلم اسپین آف با تمرکز بر شخصیت‌های فرعی اکران شده‌است: سفر کشنده (۲۰۱۹) و مردگان زنده (2020). این مجموعه در ژوئن ۲۰۲۱، چند روز قبل از دومین سالگرد پخش آن، ۹٫۵ میلیارد بازدید از ویدئو تنسنت داشت و آن را به یکی از پربیننده‌ترین درام‌های چینی در پلت فرم تبدیل کرد. یک بازی موبایل بر اساس این سری نیز قرار است توسط NetEase Games منتشر شود.

## خلاصه داستان
داستان سریال در دنیایی خیالی به نام پوگیلیست روایت می‌شود. جایی که قوانین و حکومت توسط قبیله‌ای قدرتمند به نام ون به اجرا درآمده و بقیه‌ی قبایل تحت تسلط و نفوذ این قبیله قرار دارند. تذهیبگر بازیگوش و جوانی به نام وی ووشیِن (شیائو ژان) با یکی از برجسته ترین تذهیبگران جوان قبیله‌ی گوسولَن به نام لَن وانگ‌جی (وانگ ییبو) در طول ماجراجویی که دارند دوست می‌شوند. در این بین متوجه می‌شوند که رئیس قبیله وِن افکار شومی رو در سردارد و باید قبل از اینکه سرزمین‌ها را ویران کند جلوی او را بگیرند…

## بازیگران
شیائو ژان در نقش وی ووشیِان 
وانگ ییبو در نقش لَان وانگ‌جی